# 13273 Cornwell
A 13273 Cornwell (ideiglenes jelöléssel (13273) 1998 QW37) a Naprendszer kisbolygóövében található aszteroida. A LINEAR projekt keretében fedezték fel 1998. augusztus 17-én.